# Акадия-Батерст Титан
«Акади-Батерст Тайтан» (англ. Acadie–Bathurst Titan, фр. Titan d'Acadie–Bathurst) — молодёжный хоккейный клуб из города Батерст, провинция Нью-Брансуик, Канада. Выступает в Главной юниорской хоккейной лиге Квебека (QMJHL). Обладатель Мемориального кубка в 2018 году.

## История
Франшиза была предоставлена в сезоне 1969–70, под названием «Роузмонт Нэшнл». В 1971 году они переехали из Роузмонта в Лаваль и стали «Лаваль Нэшнл», а затем «Лаваль Вуазенс». В 1985 году они стали «Лаваль Тайтан», в 1994 году – «Лаваль Тайтан Колледж Франсе» после слияния с «Верден Колледж Франсе», а в 1998 году переехали в Батерст. Термин «Акади» в названии команды относится к окрестностям города, где большинство населения составляют акадийцы.
В сезоне 1999–2000 у «Тайтан» была первая женщина, задрафтованная командой QMJHL, Шарлин Лабонте, 17-летний вратарь из Квебека, которая провела с командой часть двух сезонов.

## Достижения
- Жиль Курто Трофи (2): 1999, 2018;
- Мемориальный кубок (1): 2018;
- Жан Роге Трофи (1): 2001–02;
- Робер Лебель Трофи (1): 2002–03;